# Za dolar više
Za dolar više (tal. Per qualche dollaro in piu; eng. For A Few Dollars More) je špageti-vestern Sergia Leonea iz 1965. s Clintom Eastwoodom, Lee Van Cleefom i Gian Marijom Volontéom. U filmu se pojavljuje i njemački glumac Klaus Kinski u sporednoj ulozi razbojnika. Film je u SAD-u objavljen 1967. te se smatra drugim dijelom onoga što se naziva "dolarska trilogija", tj. filmova Sergia Leonea s Clintom Eastwoodom u glavnoj ulozi. Prvi film bio je Za šaku dolara iz 1964., a treći Dobar, loš, zao (1966.).

## Radnja
Eastwood (čiji je lik u komercijalne svrhe nazvan "Čovjek bez imena") i Van Cleef (kao pukovnik Douglas Mortimer), portretiraju dvojicu lovaca na glave u potrazi za "El Indiom" (Volonte), jednim od najtraženijih bjegunaca na teritoriju Divljeg zapada i njegovom bandom (čiji je član i lik kojeg tumači Kinski). El Indio je nemilosrdni, inteligentni čovjek ovisan o pušenju neke droge. Njegovo narkomansko ludilo naglašava se krupnim planovima i prisjećanjima o prošlosti. Na dvoboje nosi glazbeni sat koji označava vrijeme potezanja. Nakon pobjeda u dvobojima Indiju jedan član njegove bande predaje drogu kako bi se opustio.
Film počinje s Mortimerom koji ilegalno zaustavlja vlak u Tucumariju kako bi pokupio nagradu od tisuću dolara za Guya Callawaya. Odmah se daje do znanja kako je sposoban s revolverom jer pogađa Callowaya iz velike udaljenosti. Nakon što je pokupio nagradu, počinje se raspitivati za Reda "Baby" Cavanaugha za kojim je raspisana nagrada od 2000 dolara, živog ili mrtvog, a koji je zadnji put viđen u White Rocksu. No, korak je iza Eastwooda koji pronalazi Cavanaugha u saloonu kako igra poker.
U nezaboravnoj sceni Eastwood (Monco) udijeli sebi i Cavanaughu 5 karata bez riječi, a nervozni izraz Cavanaughova lica pokazuje njegov strah od Moncovih namjera. Cavanaugh izvlači tri kralja i polaže ih na stol uvjeren kako je dobio dijeljenje, nakon čega se Eastwood samo lagano nasmiješi i pokaže tri asa. Nakon što Cavanaugh upita Monca "Nisam čuo što je bila oklada", ovaj se nasmiješi i kaže "Tvoj život". U pokušaju da zarobi Cavanaugha ubija tri njegova ortaka i samog Cavanaugha nakon što je posegnuo za pištoljem.
Indiov glavni cilj je orobiti banku u El Pasu i sef u njoj u kojem se nalazi milijun dolara. Nakon što se istaknuli u pucačkim sposobnostima, Mortimer i Monco shvaćaju da se jedan od njih (Monco) mora pridružiti Indiovoj bandi tijekom pljačke. Mortimer ima osobne motive za svoje postupke: njegova sestra, kako se otkriva na kraju, se ubila nakon što ju je Indio silovao, a nakon što joj je nekoliko trenutaka prije ubio muža. Eastwoodov lik je, kao i drugim filmovima s "Čovjekom bez imena", motiviran uglavnom novcem, ali ima i osjećaj za pravdu prema onima koji mu se sviđaju. Film završava dugim dvobojem između India i Mortimera u kojem Indiov glazbeni sat radi protiv njega jer Van Cleef također zna glazbu iz sestrina glazbenog sata; ubija Indija osvetivši sestru i odlazi ostavivši sav novac Moncu.

## Glumci
| Glumac             | Uloga                             |
| ------------------ | --------------------------------- |
| Clint Eastwood     | Monco (Čovjek bez imena)          |
| Lee Van Cleef      | Pukovnik Douglas Mortimer         |
| Gian Maria Volontè | El Indio                          |
| Mara Krupp         | Mary                              |
| Luigi Pistilli     | Groggy                            |
| Klaus Kinski       | Divlji                            |
| Joseph Egger       | Stari prorok                      |
| Panos Papadopulos  | Sancho Perez                      |
| Benito Stefanelli  | Luke                              |
| Roberto Camardiel  | Službenik na željezničkoj stanici |
| Aldo Sambrell      | Cuccillo                          |
| Luis Rodríguez     | Član bande                        |
| Tomás Blanco       | Telegrafist iz Santa Cruza        |
| Lorenzo Robledo    | Tomaso                            |
| Sergio Mendizábal  | Direktor banke                    |

## Produkcija
Nakon što je film Za šaku dolara uspio na talijanskim kino-blagajnama, redatelj Sergio Leone i njegov novi producent, Alberto Grimaldi, htjeli su snimiti nastavak, ali su prije toga morali pridobiti Clinta Eastwooda da nastupi u glavnoj ulozi. Eastwood još nije bio ni vidio prvi film i nije bio spreman snimiti drugi dok ga nije pogledao. Tako mu je Leone dao talijansku verziju (jer engleska još nije bila napravljena) i Eastwood je doveo nekoliko prijatelja da pogledaju film zajedno s njim u CBS-ovom produkcijskom centru. Reakcija je bila pozitivna te je Eastwood pristao snimiti nastavak.
Film je sniman u Almeriji, u Španjolskoj, a scene interijera u rimskom studiju Cinecitta.

## Likovi

### Monco
Za Eastwoodov lik se na početku filma kaže da se zove Monco. "Monco" u slengu znači "osakaćen" ili "unakažen". Iako Eastwoodov lik nije "osakaćen", gotovo sve svoje poteze povlači koristeći samo lijevu ruku, kako bi oslobodio desnu, kojom poteže.

### El Indio
El Indio ("Indijanac" na španjolskom) kojeg glumi Gian Maria Volonte je nemilosrdni razbojnik kojeg vlasti označavaju kao jednog od najgorih kriminalaca svog vremena; prema službeniku u banci "Čak je se ni Indio ne bi usudio opljačkati." U flashbacku se otkriva da je ubio prijatelja i silovao mu ljubavnicu. Djevojka se nakon toga ubila. Djevojka je bila Mortimerova sestra. El Indio puši nešto za što se ispostavlja da je marihuana, kako bi umirio svijest.

### Pukovnik Douglas Mortimer
Pukovnik Douglas Mortimer je suparnički lovac na glave, iako je puno stariji od Eastwoodova lika, Monca. Monco na početku filma putuje kako bi posjetio čovjeka poznatog kao "Porok" kako bi doznao nešto o svom suparniku. "Prorok" objašnjava da je pukovnik Mortimer "nekad bio veliki vojnik. Sada je spao na to da bude lovac na glave kao ti." U banci u Tucumcariju, Mortimer objašnjava direktoru da je porijeklom iz Karolina. Direktor je oduševljen Mortimerovim dolaskom, što daje naslutiti da je Mortimer bogataš koji bi mogao ostaviti novac u banci. Za razliku od Monca, Mortimerova motivacija za lovom na Indija i njegovom bandom nije novac, već osveta zbog sestre koju je Indio silovao, a koja se nakon toga ubila. Tijekom susreta s El Indiom u filmu, Mortimer uzvikuje "Ovo je pukovnik Mortimer, Douglas Mortimer... znači li ti ime išta?" Nakon što je vidio Indija kako umire, Mortimer ostavlja nagrade koje će pokupiti Monco. Nakon što ga je ovaj upitao za novac, Mortimer mu kaže, "Sve je za tebe, mislim da zaslužuješ." Odlazi sam, a njegovi ciljevi su izvršeni.

## Zanimljivosti
- Scenograf Carlo Simi je sagradio grad "El Paso" u almerijskoj pustinji: "grad" još postoji kao turistička atrakcija. Grad Agua Caliente, u koji Indio i njegova banda bježe nakon pljačke banke, je Albaricoces, malo indijansko selo u dolini Nijar.
- U Americi je studio United Artists predstavio lik Clinta Eastwooda u sva tri filma kao "Čovjeka bez imena" ("Man with No Name").
- Van Cleefov lik spomenut je u sloganu za film kao "Čovjek u crnom" ("The Man in Black").
- Iako je Van Cleef poznat po ulogama razbojnika, te je glumio "Lošeg" u Leoneovu sljedećem filmu, Dobar, loš, zao, u ovom filmu on igra junaka s herojskim osobinama.

## Vanjske poveznice
- Za dolar više u internetskoj bazi filmova IMDb-a
- Za dolar više na Rotten Tomatoes
- Spaghetti-western.net The Spaghetti Western Database